# Ciemna materia

Szacowany udział ciemnej energii i ciemnej materii w energii Wszechświata:
68,3% to ciemna energia, 26,8% to ciemna materia, 4,9% to zwykła materia – międzygalaktyczny gaz oraz gwiazdy

Ciemna materia (ang. dark matter) – hipotetyczna materia nieemitująca i nieodbijająca promieniowania elektromagnetycznego. Jej istnienie zdradzają jedynie wywierane przez nią efekty grawitacyjne. Według danych zebranych na podstawie obserwacji dużych struktur kosmicznych, interpretowanych w kategoriach równań Friedmana i metryki Friedmana-Lemaître'a-Robertsona-Walkera, ciemna materia to ok. 27% bilansu masy-energii Wszechświata, obok materii zwykłej (widzialnej) i dominującej ciemnej energii.
Postulat istnienia ciemnej materii jest obecnie dominującym wytłumaczeniem obserwowanych anomalii w rotacji galaktyk oraz ruchu galaktyk w gromadach, ale nadal materia ta nie została odkryta, a jej natura pozostaje nieznana. Proponowane są także inne, obecnie mniej popularne teorie starające się wyjaśniać fakty obserwacyjne, takie jak zmodyfikowana dynamika newtonowska i inne teorie zmodyfikowanej grawitacji, między innymi grawitacja kwantowa czy kontrowersyjna teoria MiHsC.

## Historia

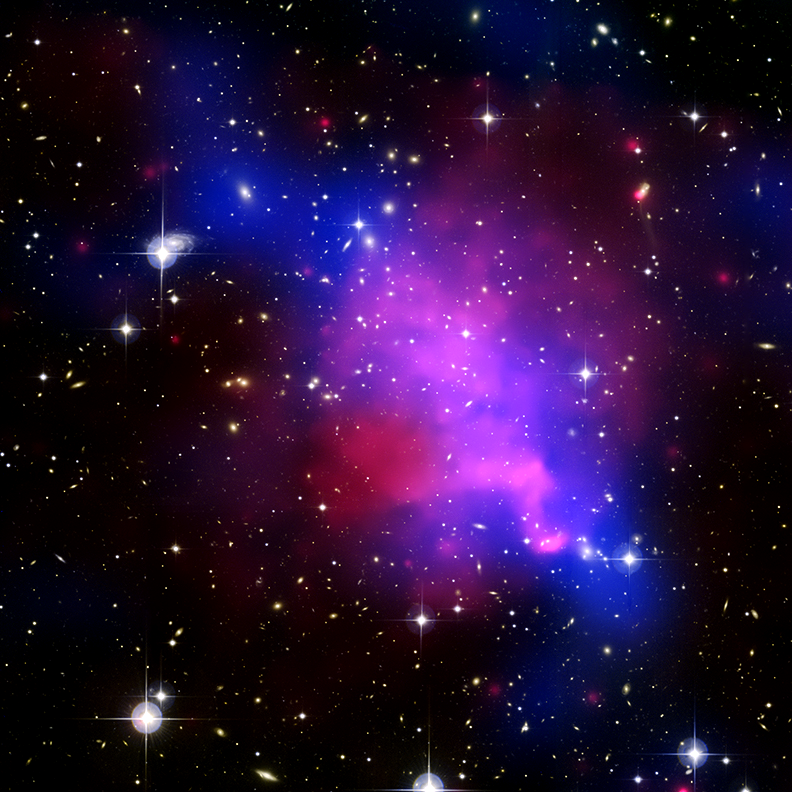
Gromada galaktyk Abell 520 (kolor niebieski – ciemna materia, kolor różowy – gorący gaz)

W 1933 roku Fritz Zwicky zauważył, że galaktyki należące do gromady Coma poruszają się tak szybko, że biorąc pod uwagę oddziaływanie grawitacyjne jedynie widzialnej materii, niektóre z galaktyk powinny być wyrzucone z gromady. Jego wyliczenia wskazywały, że większość masy gromady musi być skoncentrowana w jakiejś niewidzialnej, ciemnej materii. Do podobnych wniosków doszedł Sinclair Smith z Mount Wilson Observatory na podstawie obserwacji gromady w Pannie. Początkowe obserwacje i wnioski z nich wynikające były obarczone szeregiem niepewności i ograniczeń, a obserwacje Zwicky'ego i Smitha nie przekonały środowiska naukowego.
W latach 70. i 80. XX wieku liczne obserwacje, zwłaszcza krzywych rotacji galaktyk przeprowadzone przez Verę Rubin i współpracowników wykazały, że masa obserwowanej materii we Wszechświecie jest niewystarczająca, aby wytłumaczyć istniejące siły grawitacji wewnątrz galaktyk i pomiędzy nimi. W szczególności gwiazdy na obrzeżach galaktyk poruszają się znacznie szybciej, niż wynikałoby to z przyciągania przez obserwowaną materię.
Tę sytuację próbowano tłumaczyć m.in. zakładając, że grawitacja na dużych odległościach działa inaczej, niż to wynika z mechaniki klasycznej (patrz MOND), albo że galaktyki otacza niewidoczne dla nas halo, zawierające brakującą masę.
Początkowo termin „ciemna materia” był bardzo kontrowersyjny, gdyż sprawiał wrażenie typowej hipotezy stworzonej ad hoc. Obserwacje soczewkowania grawitacyjnego umożliwiły z czasem określenie prawdopodobnego rozkładu nieobserwowanej materii, co przekonało do jej istnienia większość środowiska naukowego.

## Dane obserwacyjne
Istnieje pięć detektorów ciemnej materii, do tej pory jednak bezpośrednio nie zaobserwowano żadnych cząstek ciemnej materii.
Za jeden z dowodów jej istnienia przyjmuje się dane obserwacyjne gromady galaktyk Pocisk, opublikowane w sierpniu 2006. Obok miejsca zderzenia dwóch gromad galaktyk znajdują się obszary soczewkujące grawitacyjnie, w których nie znajdują się gwiazdy ani gaz. Zawierają one prawdopodobnie materię nieoddziałującą ze zwykłą materią, która nie została wyhamowana w czasie zderzenia.
Ograniczeń na zawartość ciemnej materii we Wszechświecie opisanym standardowym modelem kosmologicznym dostarczają dane z obserwacji mikrofalowego promieniowania tła z satelitów WMAP i Planck, w połączeniu z danymi o odległościach uzyskanych z obserwacji supernowych typu Ia oraz danymi o wielkoskalowej strukturze Wszechświata na podstawie obserwacji rentgenowskich gromad galaktyk dokonanych przez satelity Chandra i ROSAT.
Oprócz danych obserwacyjnych pośrednio świadczących o istnieniu ciemnej materii, istnieją także dane obserwacyjne przeczące teoriom o istnieniu i rozmieszczeniu ciemnej materii. Badania wskazują, że ciemna materia nie jest obecna w naszej części Drogi Mlecznej, jak przewiduje to teoria opisująca wpływ ciemnej materii na prędkość rotacji gwiazd w Galaktyce. Według teorii przewidujących istnienie ciemnej materii, w części Galaktyki, w której znajduje się nasze Słońce, powinno znajdować się pomiędzy 0,4 a 1 kg ciemnej materii w przestrzeni równej objętości Ziemi. Według badań European Southern Observatory (ESO) faktyczna zawartość ciemnej materii wynosi 0,00 ± 0,07 kg w objętości o rozmiarach Ziemi, co kwestionuje współcześnie znane modele ciemnej materii.

## Właściwości i hipotezy wyjaśniające

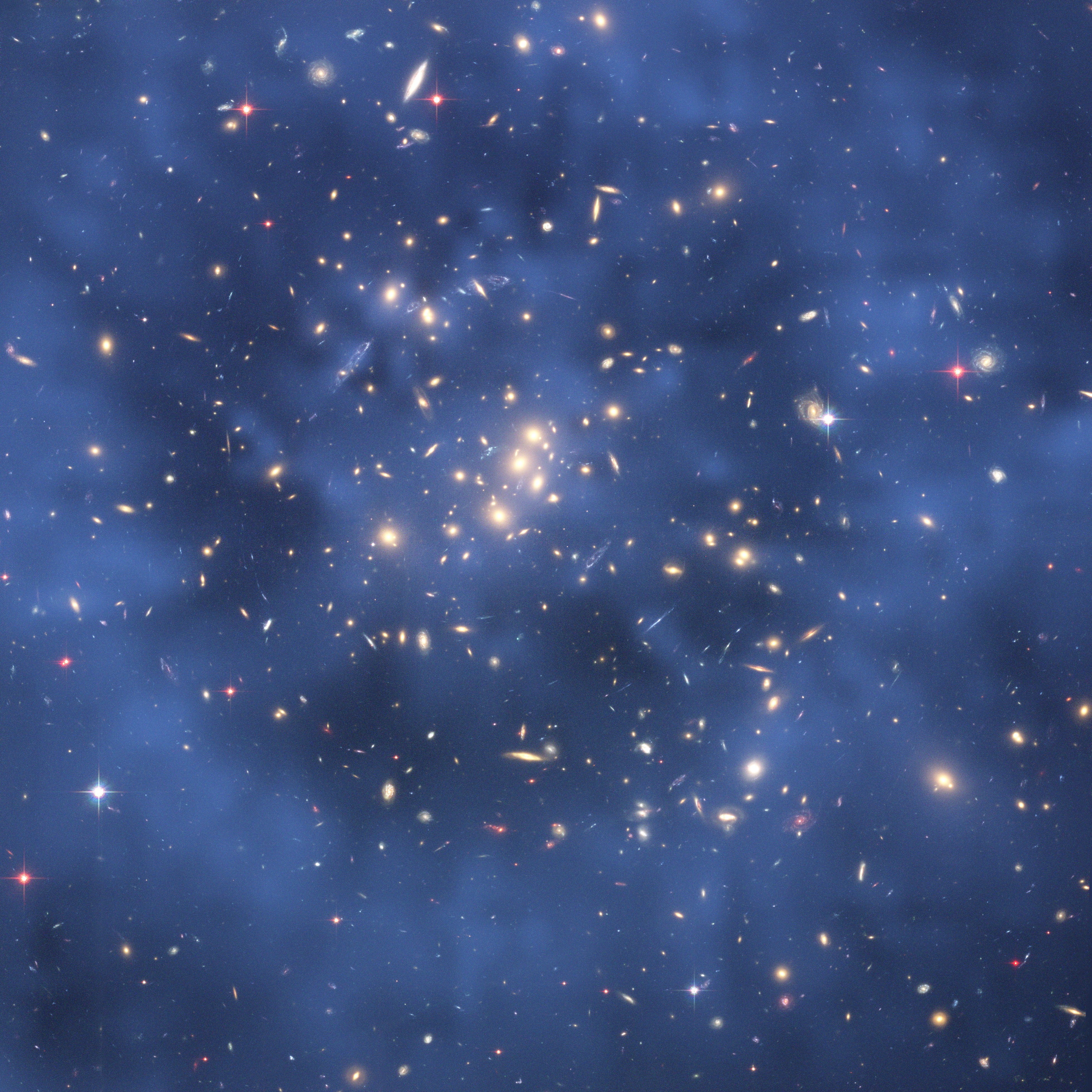
Mozaika zdjęć gromady galaktyk CL0024+17 zrobionych przez Kosmiczny Teleskop Hubble’a, pokazująca soczewkowanie grawitacyjne pierścienia ciemnej materii

Zgodnie ze współczesnymi hipotezami, ciemna materia występuje w całym Wszechświecie, zarówno w przestrzeni międzygwiezdnej wewnątrz galaktyk (w Drodze Mlecznej tworzy dysk o grubości około 300 lat świetlnych, a halo może sięgać nawet 500–600 tysięcy lat świetlnych), jak i między galaktykami. Nie świeci ona i nie wywiera ciśnienia. Wpływa w istotny sposób na powstawanie galaktyk, anizotropię mikrofalowego promieniowania tła i ewolucję Wszechświata.
Ciemna materia nie musi być zbudowana z jednego rodzaju cząstek. Przypuszcza się istnienie kilku typów ciemnej materii:
- Barionowa ciemna materia – czyli zbudowana m.in. z protonów i neutronów. Częścią ciemnej materii mogą być masywne nieświecące obiekty MACHO i brązowe karły.
- Niebarionowa ciemna materia:
  - gorąca ciemna materia – zbudowana z cząstek poruszających się z prędkościami relatywistycznymi. Takimi cząstkami mogą np. być neutrina, choć według obecnej wiedzy nie mogą one stanowić całej ciemnej materii.
  - zimna ciemna materia – zbudowana z nieoddziałujących elektromagnetycznie masywnych cząstek, poruszających się z mniejszymi prędkościami (WIMP)[20]. Nie odkryto dotychczas cząstek, które spełniałyby te wymagania.

Jedynymi znanymi cząstkami niebarionowej ciemnej materii są neutrina. Różne modele teoretyczne postulują istnienie cząstek takich jak aksjony, WIMPy i ciemna materia Kaluzy-Kleina (ang. Kaluza-Klein Dark Matter, zob. teoria Kaluzy-Kleina). Rozważa się też takie cząstki, jak neutrino sterylne, WIMPzilla (o masie rzędu 1013 GeV) i LIMPy (leptophilic interacting massive particle).
Postuluje się także, że ciemna materia może istnieć w formie atomowej, a nie cząstkowej. Oznaczałoby to, że składa się ona nie z cząstek, ale raczej z tworów podobnych do atomów (zwanych dark atoms – „ciemnymi atomami”). „Ciemne atomy” miałyby się składać z odpowiedników protonów i elektronów. Ta hipoteza ma zdaniem jej twórców tłumaczyć różnego typu rozbieżności w wynikach dotychczas przeprowadzonych eksperymentów związanych z próbami detekcji ciemnej materii.

## Możliwości detekcji
Ciemna materia stanowi relikt termiczny Wielkiego Wybuchu, ponieważ w wyniku ekspansji Wszechświata w ciągu pierwszych 10 nanosekund odległości między jej cząstkami stały się już tak duże, że nie mogły anihilować ze sobą. W ten sposób ciemna materia została „zamrożona” z ustaloną gęstością.
Hipotetyczne możliwości detekcji ciemnej materii opierają się na zaobserwowaniu:
- produktów anihilacji jej cząstek, która zachodzi obecnie w kosmosie,
- efektów oddziaływania jej cząstek ze zwykłą materią w wyniku rozpraszania, gdy uzyskana w wyniku tego procesu energia byłaby rejestrowana przez naziemne detektory,
- produkcji cząstek ciemnej materii w zderzaczach (zasadniczo mierzalna byłaby jedynie detekcja produktu ubocznego, czyli cząstki zwykłej materii).

W wyniku anihilacji cząstek ciemnej materii ze sobą (mogą one być tzw. cząstkami Majorany) mogłaby być wyprodukowana znaczna liczba fotonów gamma, jak również protony i antyprotony. Poszukiwaniem tego typu sygnału w kosmosie zajmuje się m.in. teleskop Fermiego, przeszukując okolice Centrum Galaktyki. Także teleskopy naziemne działające w zakresie TeV, takie jak HESS, zajmują się poszukiwaniem sygnałów obecności ciemnej materii w galaktykach karłowatych i gromadach galaktyk, aczkolwiek aby uzyskać wiarygodne ograniczenia, trzeba przeanalizować również inne źródła wysokoenergetycznego promieniowania, takie jak pulsary.
Bezpośrednia detekcja cząstek ciemnej materii w wyniku rozpraszania wymaga bardzo czułych detektorów umieszczonych głęboko pod ziemią, ponieważ uzyskiwane energie fotonów emitowanych w wyniku odrzutu powinny być rzędu co najwyżej 100 keV. Jak na razie jedynie eksperyment DAMA/LIBRA szczyci się uzyskaniem pozytywnego wyniku, jednak budzi on jeszcze wiele kontrowersji, ponieważ analiza danych została oparta na okresowej modulacji sygnału w cyklu rocznego ruchu Ziemi. Inne eksperymenty, takie jak XENON, EDELWEISS czy ZEPLIN, podają wyniki oparte na dokładniejszej analizie tła i jak na razie nie potwierdziły obserwacji cząstek WIMP.
Produkcję cząstek ciemnej materii próbuje się odkryć przy użyciu wielkich zderzaczy: LHC i Tevatronu. Metoda detekcji jest pośrednia i polega w tym wypadku na ustaleniu brakującej energii, którą uniosła ze sobą powstała w wyniku zderzenia cząstka ciemnej materii. Cząstka ta nie jest rejestrowana, a niepewność dotyczy także czasu jej stabilności (z eksperymentu wiadomo byłoby jedynie, że cząstka żyje co najmniej tak długo, aby opuścić detektor).
Według fizyków z Brown University minimalna masa cząstek ciemnej materii musi wynosić przynajmniej 40 GeV, co podaje w wątpliwość wyniki eksperymentów DAMA/LIBRA, CoGeNT i CRESST, w ramach których odkryto cząstki podejrzewane o bycie ciemną materią, ale z mniejszą masą wynoszącą pomiędzy 7 a 12 GeV.

## Hipotezy alternatywne
Mechanika kwantowa i ogólna teoria względności nie przewidują istnienia ciemnej materii, więc określenie, czym ona tak naprawdę jest, mogłoby być równoważne stworzeniu bardziej kompleksowej teorii wszechświata. Istnieje kilka hipotez alternatywnych, próbujących tłumaczyć w inny sposób zjawiska, z powodu których stworzono hipotezę ciemnej materii. Są to między innymi grawitacja kwantowa i zmodyfikowana dynamika newtonowska, opracowana przez izraelskiego fizyka Mordechaja Milgroma. W jego dynamice prawo mówiące, że siła jest wprost proporcjonalna do masy i odwrotnie proporcjonalna do kwadratu odległości, ulega modyfikacji w przypadku, gdy oddziaływanie jest bardzo słabe.
Zmodyfikowane równanie Newtona ma postać:
{\displaystyle m{\vec {a}}\left({\frac {a}{a+a_{0}}}\right)={\vec {F}}}
gdzie a0 jest stałą o wymiarze przyspieszenia, a0 ~ 10-8 cm/s².
Według tej teorii siła grawitacji w większych odległościach byłaby większa, niż się obecnie przypuszcza, a to tłumaczyłoby stabilność dysków galaktyk spiralnych. Idea zmodyfikowanej teorii grawitacji dobrze tłumaczy krzywe rotacji galaktyk i nie wymaga wprowadzania ciemnej materii. Relatywistycznym uogólnieniem MOND jest grawitacja tensorowo-wektorowo-skalarna (TeVeS, Tensor-vector-scalar gravity).
Inaczej obserwacje astronomiczne próbuje wyjaśniać teoria plazmowej kosmologii. Przyjmuje się w niej, iż ośrodek międzygwiezdny i międzygalaktyczny to rozrzedzona plazma, której przepływy generują oddziaływanie elektromagnetyczne, mające stanowić tę dodatkową siłę. Doświadczenia Winstona H. Bosticka i symulacje komputerowe Anthony’ego Peratta potwierdzają, że plazma w naturalny sposób tworzy takie struktury, jakie próbuje się wyjaśnić ciemną materią.
Według naukowca CERN-u Dragana Hajdukovicia efekty przypisywane istnieniu ciemnej materii mogą być wyjaśnione „grawitacyjną polaryzacją próżni kwantowej” (gravitational polarization of the quantum vacuum). Według współczesnych teorii fizyki kwantowej, próżnia nie jest nigdy całkowicie pusta; tworzone są w niej ciągle cząstki wirtualne materii i antymaterii, które pojawiają się i znikają w bardzo krótkim czasie. Hajduković opracował model matematyczny, według którego cząstki wirtualne materii i antymaterii mają nie tylko przeciwne ładunki elektryczne, ale także mają przeciwne oddziaływanie grawitacyjne. Teorie na podobny temat były już wcześniej proponowane przez innych naukowców. Według Hajdukovicia materia ma pozytywny „ładunek grawitacyjny” (przyciągający), a ładunek grawitacyjny antymaterii jest ujemny (odpychający). Według tej teorii materia i antymateria odpychają się wzajemnie, ale ich odpychanie grawitacyjne jest znacznie słabsze od przyciągania elektrostatycznego i pomimo odpychania się, nadal kolidowałyby ze sobą tuż po ich powstaniu w fluktuacjach kwantowych. Według Hajdukovicia w procesie tworzenia się i znikania cząstek wirtualnych mogą się tworzyć spolaryzowane dipole grawitacyjne, których istnienie tłumaczyłoby zachowanie materii w galaktykach bez odwoływania się do ciemnej materii.
W 2011 polsko-chilijski zespół badawczy przy współpracy ze szwajcarskim astrofizykiem z Universität Zürich odkrył istnienie gwiazd o niskiej masie w gromadzie kulistej dzięki wykorzystaniu efektu mikrosoczewkowania grawitacyjnego. Odkrycie wcześniej niewidzialnych gwiazd w gromadzie M22 może wyjaśniać problem brakującej masy w gromadach kulistych bez odwoływania się do hipotezy ciemniej materii.
W 2012 belgijski astrofizyk Pierre Magain opracował model Wszechświata odrzucający założenia modelu Lambda-CDM. Według nowego modelu wiek Wszechświata wynosi pomiędzy 15,4 a 16,5 miliardów lat, a nie 13,82 miliardów, jak się obecnie powszechnie przyjmuje. Model zakłada wolniejsze rozszerzanie się Wszechświata w pierwszej fazie po Wielkim Wybuchu i opisuje go bez uciekania się do hipotetycznych założeń takich jak ciemna materia.